# Al-Fakih Bin Salih
Al-Fakih Bin Salih (arab. الفقيه بن صالح, Al-Faqīh Bin Şāliḩ; fr. Fkih Ben Salah) – miasto w środkowym Maroku, w regionie Tadila-Azilal, siedziba administracyjna prowincji Al-Fakih Bin Salih. W 2004 roku liczyło ok. 82 tys. mieszkańców. Miasto jest ośrodkiem regionu rolniczego i węzłem drogowym.